# 8649 Juglans
A 8649 Juglans (ideiglenes jelöléssel 1989 SS2) a Naprendszer kisbolygóövében található aszteroida. Eric Walter Elst fedezte fel 1989. szeptember 26-án.